# 8月12日 (旧暦)
旧暦8月12日は旧暦8月の12日目である。六曜は先勝である。

## できごと
- 元文元年（グレゴリオ暦1736年9月16日） - 徳川吉宗が江戸町奉行・大岡忠相を寺社奉行に任命[要出典]。大名並みの待遇に

## 誕生日
- 寿永元年/治承6年（ユリウス暦1182年9月11日） - 源頼家、鎌倉幕府2代将軍（+ 1204年）
- 天保11年（グレゴリオ暦1840年9月7日） - 津軽承昭、第12代弘前藩主（+ 1916年）
- 慶応4年（グレゴリオ暦1868年9月27日） - 清水澄、法学者（+ 1947年）

## 忌日
- 享保19年（グレゴリオ暦1734年9月9日） - 室鳩巣、儒学者（* 1658年）
- 寛政8年（グレゴリオ暦1796年9月13日） - 伊達斉村、仙台藩主（* 1775年）